# Stara Osuchowa
Stara Osuchowa – wieś sołecka w Polsce położona w województwie mazowieckim, w powiecie ostrowskim, w gminie Ostrów Mazowiecka.

## Historia
| SIMC    | Nazwa    | Rodzaj     |
| ------- | -------- | ---------- |
| 0517097 | Zastruże | przysiółek |

Nazwa wsi (rdzeń osuch) oznacza podmokłą wyspę na bagnie powstałą po opadnięciu wody i osuszeniu terenu. Pierwsza udokumentowana wzmianka o wsi pochodzi z 1203. W 1730 biskup płocki wydał przywilej dla włościan Jana Deptuły i Pawła Żegoty oraz innych, na mocy którego mieli prawo polowania na zwierzynę (oprócz wielkiego zwierza, to pozostało biskupim regale), krudowania lasów na łąki i grunta, ścinania drzewa na barci i budowlę domów. Mieli prawo własności gruntów i byli zwolnieni z podatków, szarwarku, dziesięciny i podwody. Płacili czynsz w wysokości 60 złp. z włóki chełmińskiej, a z boru (60 barci) rączkę miodu. Ci, którzy mieli broń, co roku oddawali na biskupi stół 3 jarząbki. Przywilej potwierdzili biskupi płoccy w 1738 i 1786, a w 1811 rząd pruski.
W 1773 we wsi było 49 domów. W 1819 mieszało tu 58 czynszowników, 7 chałupników i karczmarz – łącznie 306 osób w 58 domach. Społeczność wiejska utrzymywała nauczyciela szkoły rządowej, choć płaciła też szkolne proboszczowi z Poręby. Z czasem wieś rozrosła się i podzieliła się na Nową i Starą Osuchową. W 1827 we wsi rządowej Osuchowo (dzielonej na Nowe i Stare) istniało 59 domów, w których mieszkało 390 osób. Około 1886 w 60 domach mieszkało 461 osób.
Włościanie ze wsi walczyli w powstaniu styczniowym, w 1863, w bitwie pod Nagoszewem, pod Porębą, pod Łączką i Wiśniewem.
W okresie międzywojennym leżała w województwie białostockim, w powiecie ostrowskim, w gminie Poręba. Według Powszechnego Spisu Ludności z 1921 roku wieś zamieszkiwało 619 osób, wszystkie wyznania rzymskokatolickiego i polskiej narodowości. Było tu 105 budynków mieszkalnych. Miejscowość podlegała pod sąd grodzki w Ostrowi Mazowieckiej i okręgowy w Łomży, najbliższy urząd pocztowy mieścił się w Porębie.
W latach 1975–1998 miejscowość administracyjnie należała do województwa ostrołęckiego.
W połowie lat 90. XX wieku nazwę wsi zmieniono z Osuchowa Stara na Stara Osuchowa.
Wierni kościoła rzymskokatolickiego należą do parafii św. Apostołów Piotra i Pawła w Nowej Osuchowej.